# رونسون
شركة رونسون للمنتجات الاستهلاكية هي شركة كانت تنتج الولاعات وملحقاتها وكان مقرها سابقًا في سومرست، نيو جيرسي.
تمتلك شركة زيبو مانيوفكترنغ حاليًا العلامات التجارية ذات الصلة في الولايات المتحدة وكندا والمكسيك، وتواصل إنتاج ولاعات رونسون ووقود رونسونول.
تمتلك شركة رونسون العالمية المحدودة، الواقعة في نورثهامبتون بإنجلترا، علامة رونسون التجارية في معظم المناطق الأخرى في أنحاء العالم.

## تاريخ الشركة

### ارت ميتال ووركس
بدأت شركة ولاعات رونسون بإسم ارت ميتال ووركس في عام 1897، وتم تأسيسها في 20 يوليو 1898 بواسطة ماكس هيشت ولويس فينسنت أرونسون وليوبولد هيرزيج في نيوارك بولاية نيو جيرسي.
كان لدى لويس في. أرونسون دور كبير في دفع الإبداع في الشركة، ومع بعض التعديلات في الأعمال، بما في ذلك إضافة ألكسندر هاريس كمدير أعمال في عامي (1910-1911)، سرعان ما اصبحت الشركة مشهورة عالميا.
تشير جميع الحسابات إلى أن لويس أرونسون كان رجلاً موهوبًا، فقد أنشأ في سن 16 عامًا متجرًا لكسب المال في منزل والديه - قبل أن يحصل على براءة اختراع أمريكية عندما كان عمره 24 عامًا لعملية طلاء معادن ذات قيمة تجارية طورها ، وباع نصف الحقوق مع الاحتفاظ بحق الاستخدام. وأسفرت تجاربه، التي كان يجريها منذ شبابه المبكر، في عام 1893 عن اكتشاف عملية لإنتاج الصفائح الكهربائية. وتم إنفاق الكثير من الأموال على تحسين العملية  والاحتفاظ بحقوقها، وباع نصف حقوق براءة الاختراع، واستخدم لاحقًا جزءًا من العائدات لفتح ارت ميتال ووركس في نيوارك، نيوجيرسي  ، سرعان ما بدأت الشركة في إنتاج مجموعة متنوعة من المصابيح عالية الجودة، ومساند الكتب، والتماثيل الفنية، وغيرها من القطع الزخرفية. وتعتبر هذه القطع اليوم قيمة لتفاصيلها في سوق جامعي القطع النادرة.

### المصابيح، المحابر، شعارات السيارات، وعلب الكبريت الآمنة
في عام 1910، كانت شركة ارت ميتال ووركس تنتج شعارات السيارات عالية الجودة واكتسبت سمعة ك مورد يمكن الاعتماد عليه لنفس الشيء.
اثبت أرنسون نفسه كرائد في تطوير الكبريت الآمن بابتكاراته لـ "الكبريت الآمن غير السام" و "الكبريت الآمن في جميع الأحوال الجوية" في القرن التاسع عشر. اخترع أيضًا نوعًا آخر من الكبريت يُعرف بـ "كبريتة الرياح"، حيث تقدم بطلب براءة اختراع له في 29 ديسمبر 1896. حيث انه وجد تركيبة كيميائية تضمن اشتعال الكبريت في أقوى الرياح، وهو منفعة للسياح وكذلك للمستكشفين والصيادين. تم منح البراءة في 26 أكتوبر 1897، وتُظهر رسالة كتبها الكيميائي العلمي السابق للجمعية الملكية البريطانية ردًا على استفسار من رجال الأعمال بشأن الأهمية الكيميائية والتجارية للكبريت:
بالنسبة لبراءة اختراع الكبريت التي تمت في 26 أكتوبر 1897 برقم 592,227 للسيد لويس في. آرونسون، أود أن أشير إلى أنه خلال تقدم هذا الاختراع وطلب براءة الاختراع، قمت بفحص الخطوات المختلفة الموجودة فيه بصفتي ككيميائي، وقد نظرت بهذا الاختراع بعناية من الناحية التجارية والكيميائية. وصلت إلى استنتاجاتي أن عملية التصنيع بسيطة، والمنتج متفوق، والبراءة واسعة وكاملة، وبالتالي يمكنني أن أوصي بها بشكل كامل وجيد لكم. إذا تم وضعها بشكل صحيح في السوق، فإنني مقتنع تمامًا بأنها ستحقق نجاحًا كبيرًا، حيث يملأ هذا المنتج حاجة طويلة الأمد ولا يحمل أي من العيوب التي كانت موجودة في الكبريت السابق الذي تم وضعه في الأسواق.
- (توقيع) مارتن إ.
في البحوث التي أُجريت بهدف تحسين هذا الكبريت المقاوم للرياح، اكتشف آرونسون الطريقة لصنع كبريت خالٍ من الفسفور الأبيض. وكانت هذه هدفًا طويلاً للباحثين الكيميائيين في العالم الصناعي، حيث كان الفسفور الأبيض ضروريًا في صناعة الكبريت وكان سببًا في الإصابة بمرض صناعي يُعرف بـ "الفك الفسفوري".
قدمت الحكومة البلجيكية جائزة قدرها 50,000 فرنك بلجيكي، أو 10,000 دولار، في مسابقة مفتوحة للعالم بأسره.وقد أثار هذا العرض اهتمام العلماء والكيميائيين لمضاعفة جهودهم لإنتاج كبريت خالٍ من الفسفور، واقترب الكثيرون كثيرًا من القضاء على هذا الفسفور السام من الكبريت. ومع ذلك، منحت الجائزة إلى السيد آرونسون، حيث تم التحكيم بأنه الوحيد الذي أنتج كبريتًا خاليًا تمامًا من الفسفور وقد طبق بالكامل شروط المسابقة. "ومن المأمول أن يؤمن هذا الانتصار للإنتاج الأمريكي في الوقت المناسب مكافأة سخية للمكتشف، حيث أن المفاوضات جارية مع بعض أكبر الشركات المصنعة في العالم للحصول على حقوق إنتاجه وبيعه. ".

### السبعينيات: إنحدار الشركة
خلال السبعينيات، تعرضت رونسون لضغوط متزايدة من المنافسة الجديدة في أسواقها الأمريكية والبريطانية الأساسية. لم تعد الشركة الرئيسية تحقق ارباحا، وتم تفريق وحداتها المختلفة بسرعة لتصبح شركات مستقلة أو تم بيعها للمنافسين.
أدت الخسائر المستمرة إلى بيع قسم المملكة المتحدة في سبتمبر 1981 إلى جيفري بورت، الذي أعاد تنظيمه بسرعة بإسم رونسون إنترناشونال. استمرت الخسائر، وكانت الشركة الجديدة في حالة التصفية القضائية بحلول يوليو 1982. فاشتراها جيفري لورد في عام 1983، وأعاد تسميتها رونسون للصادرات المحدودة، وحاول العودة إلى الربحية من خلال تبني نهج المنافسة لاستيراد الولاعات المنتجة بثمن بخس في آسيا.
في عام 1994، استحوذ هاورد هودجسون من شركة هالكين هولدنجزعلى رونسون للصادرات المحدودة مقابل 10 ملايين جنيه إسترليني، وأعاد تنظيمها مرة أخرى الى شركة رونسون العمومية المحدودة وجلب إدارة ماهرة من الخارج, وأعاد توسيع خط الإنتاج و تقديم العلامة التجارية في جميع أنحاء العالم. في أواخر التسعينيات، كان هناك محاولات فاشلة للتوسع في العديد من «منتجات نمط الحياة» مثل الساعات والنظارات الشمسية، مما أدى إلى خسائر فادحة والإطاحة بهودجسون كرئيس تنفيذي.
استحوذ فيكتور كيام (مالك شركة ريمينجتون) حصة تحكمية في الشركة وأصبح الرئيس التنفيذي في يوليو 1998. قام كيام باتخاذ تدابير لتقليص التكاليف، بما في ذلك وضع حد لإنتاج المملوكات الرئيسية للشركة في المملكة المتحدة. بحلول عام 2001، سمح التوسع في ولاعات الاستخدام مرة واحدة لـ رونسون إنترناشونال بتحقيق ربح هامشي لأول مرة منذ سنوات، لكن خسائرًا أكبر أدت إلى تصغير كبير من 2003 إلى 2004 ومحاولة فاشلة لإعادة التسويق بشكل محدود باسم باوردرافت ليمتد.

#### المبيعات في أمريكا الشمالية
في عام 2010، تم بيع الأصول المتبقية للملكية الفكرية (أي العلامات التجارية) لشركات شمال أمريكا الأساسية إلى منافسهم طويل الأمد زيبو . تستمر زيبو في الحفاظ على رونسون كهوية تجارية مميزة وتسوق ولاعات "رونسون" ووقود "رونسنول" في الولايات المتحدة وكندا والمكسيك.

## الشركة حاليا
في أمريكا الشمالية، تواصل شركة زيبو الحفاظ على رونسون كهوية تجارية مميزة للعلامة وما زالت تسوق ولاعات "رونسون" ووقود "رونسنول" في الولايات المتحدة وكندا والمكسيك. شركة رونسون الدولية المحدودة، المسجلة في نورثهامبتون، إنجلترا، تبيع مجموعة محدودة من الولاعات التي تحمل علامة تجارية استثنائية في اسواقها الدولية.

## ولاعات رونسون

### بانجو، ديليت وهوملايترز
عندما تم تطوير تقنيات جديدة تسمح بتصنيع مادة الفلنت الآمنة في عام 1906، أصبحت طموحات لويس أرونسون فيما يتعلق بصنع ولاعة جيب تلقائية حقيقة قريبة. في عام 1913، تقدم لويس أرونسون بطلب براءة اختراع لوتر (لايتر)، والذي تمت الموافقة عليه. في عام 1926، قام بإصدار ولاعة بانجو ذات "عملية تلقائية" جديدة، والتي قدمت إمكانية إشعالها وإطفائها بضغطة واحدة. لقد كانت نجاحًا كبيرًا، حيث طلبت الطلبات قريبًا تجاوزت الإمدادات، مما دفع أرونسون إلى تقديم طلب براءة اختراع وتصميم منتجات أخرى حول هذا الاختراع، والتي تم تسويقها تحت اسم العلامة التجارية رونسون. بقيادته، بدأت شركة ارت ميتال ووركس في تصميم نماذج، وحصلت على عدة أجيال من آلات الإشعال ببراءات اختراع حتى وصلت أخيرًا إلى ولاعة بانجو. حصلت رونسون على براءة اختراع حصرية في عام 1926، لوعاء لها طراز جديد من الولاعة التي تعمل بيد واحدة، وفي عام 1927 بدأت رونسون في تسويقها باسم ولاعة رونسون ديليت لايتر مع شعار "اضغط - وستشتعل! أطلق - وستنطفئ!" ولاعات رونسون الجديدة كانت ناجحة على الفور في جميع أنحاء العالم، وقريبًا قدمت الشركة مجموعة متنوعة من الولاعات لجميع الأذواق. كما هو الحال مع منتجات شركة ارت ميتال ووركس، تطالب العديد من الولاعات الرائعة والأنيقة الأولية من رونسون أسعارًا عالية في سوق جمع الأشياء القديمة.

### بيست - و - ليتر
ولاعة رونسون بيست - و - ليتر هي ولاعة تشبه كثيرا المسدس طويل الماسورة، وتم عرضها في معرض أولمبيا لعام 1912 في المملكة المتحدة على جناح كلاكسون. وهي تتألف من عنصر يشبه الملف يتم سحبه عبر ماسورة المسدس بفعل نابض قوي، وعند الضغط على الزناد، يتم إطلاقه ليحتك على "مادة صوانية" تحتويها الكبسولة حيث يكون مكان الزناد الأمامي للمسدس. وقيل أن هذا الإجراء ينتج عنه الكثير من الشرر بما يكفي لإضاءة مصباح الأستيلين في أقسى الظروف الجوية. في ذلك الوقت، كانت إضاءة الأستيلين هي الأسلوب القياسي للإنارة في المركبات الآلية. ونظرًا للماسورة الطويلة ، جعل ذلك من بيست - و - ليتر خيارًا عمليًا لنقل الشعلة إلى الأماكن التي يصعب الوصول إليها، مثل محركات المركبات الآلية.

### الولاعات التي تعمل على اللمس
في أوائل الثلاثينيات من القرن العشرين، بدأت شركة ارت ميتال ووركس.، في تصنيع سلسلة جديدة من مشعلات الطاولة بتقنية اللمس التي أصبحت شديدة الشهرة، وتم إنتاج العديد من التصاميم الأنيقة بأسلوب الآرت ديكو.

### ولاعات البيوتان

#### شركة رونسون للمنتجات الاستهلاكية
بعد الحرب، تحولت رونسون إلى إنتاج الولاعات ، ثم توسعت الى تصنيع السلع المنزلية مثل الات الحلاقة واجهزة الطهي. ثم قامت الشركة بالتوسع لتشمل إنجلترا وأستراليا.
في عام 1967، كان هناك مصنع لولاعات البيوتان في فرنسا (بيلغارد سور فالزيرين).
في أوائل الثمانينيات من القرن العشرين، أدت التكاليف المرتفعة وظهور الولاعات التي يمكن التخلص منها بأسعار مخفضة إلى إغلاق منشأة الإنتاج الخاص بها في ليذرهيد في إنجلترا.
الآن، يبيع فرع أوروبي في لونج بوكبي في نورثامبتونشير في المملكة المتحدة مجموعة متنوعة من الولاعات.
بعد بيع رونسون ديفايسيز من قبل الشركة الام في أستراليا ، اصبحت مملوكة الآن لمجموعة بريفيل والعلامة التجارية هي علامة تجارية ذات قيمة متوسطة مع توزيع واسع في السوق الأسترالية

## نماذج بارزة

### Whirlwind (الدوامة)
ظهر هذا النموذج للمرة الأولى في عام 1941، وكان أكبر قليلاً من النموذج "القياسي" في ذلك الوقت، وكان يحتوي على حماية مضادة للرياح تنزلق حول المشعل لتوفير حماية إضافية في الأجوتء العاصفة. وكان هذا الطراز متاحًا خلال الحرب العالمية الثانية، بجانب الطراز القياسي، وكان مصبوغًا باللون الأسود.

### Cadet Lighter (ولاعة كاديت)
هذه الولاعة الفضية المستديرة والمتينة تم طرحها وإنتاجها في ثلاثة أشكال مختلفة بالإضافة إلى النموذج "Cadet Mini"، وتم تصنيعها حصريًا في إنجلترا. واحدة من هذه الأشكال الثلاثة لولاعة الكاديت شملت درعًا مضادًا للرياح. تم أيضًا إصدار نموذج "Cadet Mini" في عام 1959، وتم تصنيعها أيضًا حصريًا في إنجلترا. هذا النموذج الأقصر من ولاعة الكاديت جاء أيضًا بأربعة أشكال مختلفة.